# Manuel Ayres de Cazal
Manuel Ayres de Cazal, o también Manuel Ayres de Casal (después de 1750 — Lisboa, antes de 1850), fue un destacado geógrafo portugués.
Recibió una educación esmerada, luego de lo cual hizo votos religiosos. Se dedicó al estudio geográfico y exploración del Brasil, por lo que es llamado "el padre de la geografía brasileña". Su Corografia Brasilica, publicada en dos volúmenes en 1817, fue muy admirada por Alexander von Humboldt.

- Datos: Q5992326